# Смирнов, Валентин Сергеевич
Валентин Сергеевич Смирнов (13 февраля 1986 года) — российский легкоатлет, чемпион Летней Универсиады 2013 года.

## Биография
В 2005 году выиграл чемпионат России по кроссу.
На чемпионате России 2009 года был третьим.
На командном чемпионате Европы 2010 года завоевал бронзу.
Был вторым на дистанции 3000 м на чемпионате Европы в помещениях 2011 года в Париже. А на командном чемпионате Европы 2011 года в Стокгольме российская команда завоевала серебро.
На чемпионате России 2011 года стал чемпионом на дистанции 1500 м. А на Универсиаде — завоевал бронзу.
В 2013 году стал чемпионом России в помещениях, а также на воздухе. В составе российской команды завоевал бронзу командного чемпионата Европы. На Универсиаде стал чемпионом.
На чемпионате мира был 17-м, показав результат 3:39,21.

## Личная жизнь
Женат на российской легкоатлетке Анжелике Шевченко .